# Micky Horswill
Michael Frederick Horswill (født 6. marts 1953 i Annfield Plain, England) er en engelsk tidligere fodboldspiller (midtbane).
Horswill tilbragte størstedelen af sin karriere i hjemlandet, hvor han blandt andet repræsenterede Sunderland, Hull City og Plymouth Argyle. Hos Sunderland var han i 1973 med til at vinde FA Cuppen efter finalesejr over Leeds United.
Efter at have haft et kortvarigt ophold hos en klub i Hong Kong stoppede Horswill sin karriere i 1984 med en kamp for Carlisle.

## Titler
FA Cup
- 1973 med Sunderland